# Fèlix Gili i Juan
Fèlix Gili i Juan (Palma, 1930-2004) fou un arquitecte i urbanista mallorquí. La seva obra, amb elements formals de la tendència regionalista, s'inscriu dins el corrent racionalista. Gili es doctorà el 1971 per l'Escola d'Arquitectura de Barcelona. Fou autor dels projectes del Palau Municipal d'Esports (1975), de Palma, i dels hotels Valparaíso (1978), a Sant Agustí (Palma), Brasilia, Taurus Park i María Isabel (1979), a la Platja de Palma. Dins l'anomenat Pla Alzamora, projectà (1980) una sèrie d'edificis escolars a diferents indrets de Palma. Habilità i adequà (1989) el Casal Solleric, de Palma, per a activitats culturals. En urbanisme, intervengué en els plans generals de Sant Josep de sa Talaia d'Eivissa, i de Felanitx (1986-87).